# شهروند دیجیتال
شهروند دیجیتال (انگلیسی: Digital citizen)

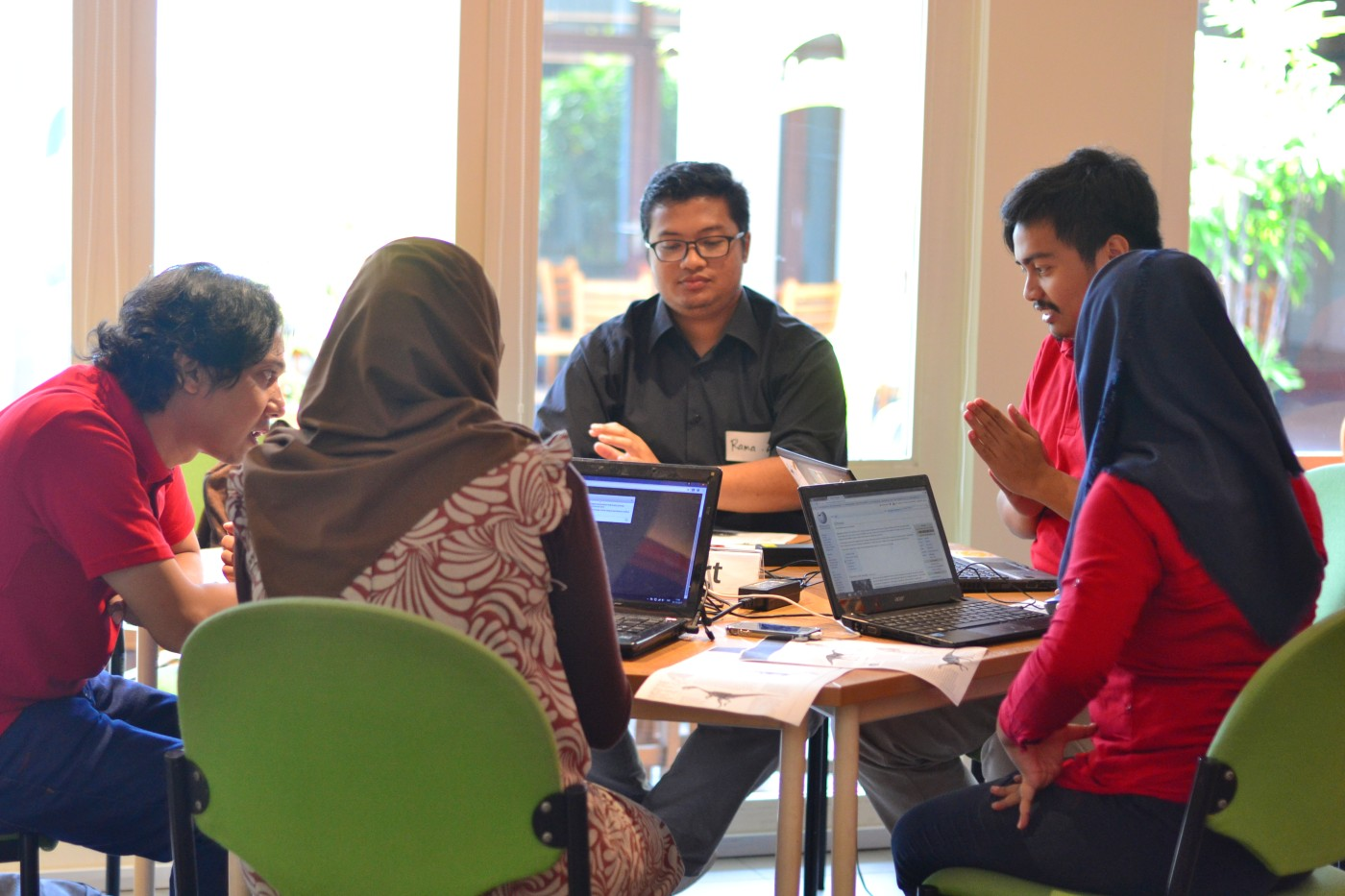
شهروندان علاوه بر روابط اجتماعی، از ابزارها و سرویس‌های دیجیتال برای بهبود کیفیت ارتباطات خود، بهره می‌برند

شهروند دیجیتالی شخصی است که برای مشارکت در جامعه ، سیاست و دولت از فناوری اطلاعات (IT) استفاده می کند. همانطور که توسط کارن ماسبرگر یکی از نویسندگان کتاب  شهروندی دیجیتال : اینترنت ، جامعه و مشارکت تعریف شده است شهروندان دیجیتال "کسانی هستند که به طور منظم و مؤثر از اینترنت استفاده می کنند." آنها همچنین درک کاملی از شهروندی دیجیتالی دارند که در واقع رفتار مناسب و مسئولانه هنگام استفاده از فناوری است. از آنجا که شهروندی دیجیتال کیفیت پاسخ فرد به عضویت در یک جامعه دیجیتالی را ارزیابی می کند ، غالباً نیازمند مشارکت همه اعضای جامعه است ، اعم از افرادی که کاملاً قابل مشاهده هستند و کسانی که کمتر دیده می شوند. بخش بزرگی از یک شهروند دیجیتال مسئول  بودن، سواد دیجیتالی ، آداب رفتاری ، ایمنی برخط و تشخیص اطلاعات خصوصی در مقابل اطلاعات عمومی را شامل می‌شود.

## تربیت شهروند دیجیتال
```
شهروندی دیجیتال مهم‌ترین اصطلاح در 
دنیای مجازی
 است که باید بشناسید. شهروندی دیجیتال هنجارها و اخلاق استفاده‌ی مناسب و مسئولانه از فناوری را به نمایش می‌گذارد. برای من این اصطلاح بیانگر خصلت‌هایی است مثل: مهربانی، مسئولیت‌پذیری، خودآگاهی، کنترل فردی، هشیاری، و نوع‌دوستی. من این تصویر را در ذهنم می‌سازم که کودکان مدرسه‌ای بعد از خواندن سوگند نامه‌ی وفاداری، چنین سوگندنامه‌ای را هم بخوانند:
سوگندنامه‌ی شهروند دیجیتال
من سوگند می‌خورم که به ارزش‌های شهروندی دیجیتال متعهد بمانم. سوگند می‌خورم که از خودم، دیگران، و جامعه‌ام مراقبت کنم. سوگند می‌خورم که آن‌چه در 
فضای مجازی
 می‌نویسم یا می‌گویم با فکر و باملاحظه باشد. سوگند می‌خورم که از فناوری به‌عنوان ابزاری برای رشد خودم و جامعه‌ی خودم استفاده کنم. سوگند می‌خورم که از قدرت اینترنت و 
رسانه‌های اجتماعی
 برای گسترش مهربانی و انسان دوستی در سراسر دنیا استفاده کنم. سوگند می‌خورم که قانون طلایی دیجیتال را رعایت کنم یعنی «همان کاری را درحق دیگران انجام دهم که دوست دارم دیگران در حق من انجام دهند».
[
۴
]
```